# غويجة قملاق
غويجة قملاق هي قرية في مقاطعة هشترود، إيران. عدد سكان هذه القرية هو 156 في سنة 2006.